# あまとくん
あまとくんとは、万願寺とうがらしのブランド品「万願寺甘とう」のイメージキャラクター。
頭とからだは鮮やかな緑色のとうがらし。赤いマントと黄色い王冠、手には「京」の字の入った杖を持っている。
全国から354通が寄せられ、JAと生産者らで審査をおこない命名された。命名者3名には万願寺甘とう1・2キロ分などが贈られる。